# Baryceros intermedius
Baryceros intermedius là một loài tò vò trong họ Ichneumonidae.